# Dolindo Ruotolo
Pour les articles homonymes, voir Ruotolo.
Dolindo Ruotolo, né le 6 octobre 1882 à Naples et mort le 19 novembre 1970 dans cette même ville, est un prêtre catholique italien, ayant acquis une certaine renommée dans le clergé napolitain par ses ouvrages théologiques et ses nombreuses entreprises apostoliques. Il fut également réputé comme maître de vie spirituelle. L'Église catholique a entamé la cause pour sa béatification, au titre duquel il est considéré comme serviteur de Dieu.

## Biographie

### Jeunesse et formation
Dolindo Ruotolo est issu d'une famille aisée, son père étant ingénieur et sa mère descendante de la vieille noblesse napolitaine. Pourtant, l'avarice et l'austérité de son père ont pour conséquence un quotidien inconfortable, et Dolindo doit revêtir des vêtements usés et ne mange pas à sa faim. En 1896, ses parents divorcent et son frère et lui sont placés en pension chez les Lazaristes. En 1901, Dolindo, désireux de devenir prêtre, intègre leur noviciat. Deux ans plus tard, il exprime son désir de partir comme missionnaire en Chine. Son supérieur repousse son projet, lui déclarant : « Tu seras martyr, mais de cœur, pas de sang. Reste ici et n'en parle plus ». Ordonné prêtre le 24 juin 1905, Dom Ruotolo est ensuite nommé professeur de chant grégorien dans différents séminaires de sa congrégation, où on remarque notamment ses mortifications et sa grande connaissance de la théologie.

### Condamnations du Saint-Office
Dom Ruotolo aurait été favorisé de grâces mystiques, notamment de visions du Christ et de saints, et de dons surnaturels, comme lire dans les cœurs. Il devient dès lors l'objet de nombreuses incompréhensions et est accusé d'hérésie. En 1907, Dom Ruotolo doit se soumettre à un interrogatoire au Saint-Office et, après quatre mois d'enquête, il est condamné à une suspense de son ministère sacerdotal et même soumis à un diagnostic psychiatrique, qui le révèle pourtant sain d'esprit. Dom Ruotolo accepte sans réclamer justice toutes ces calomnies et ces condamnations, restant malgré tout fidèle au jugement de l'Église. En 1910, il peut reprendre son ministère et, après encore plusieurs années d'enquêtes, il est finalement totalement réhabilité en 1937, à l'âge de 55 ans.

### Œuvres et activités
Dès lors, il est nommé curé de l'église San Giuseppe dei Nudi à Naples, où il lance l'Œuvre de Dieu, destinée à renforcer la vie spirituelle et religieuse de ses paroissiens, notamment sur la dévotion eucharistique. Sa petite association est bientôt rejointe par de nombreuses personnes de tout âge et de toutes conditions sociales, qui se mettent sous sa direction spirituelle. Sous l'impulsion de Dom Ruotolo, le groupe lance l'œuvre de la Presse apostolique, destinée à écrire et publier des brochures et des ouvrages religieux, destinés à un large public. Dom Ruotolo lui-même écrit un Commentaire des Saintes Écritures, composé de 33 volumes, qui connaît un grand succès. Il est aussi l'auteur d'une autobiographie et d'une quantité de lettres, qui révèlent sa spiritualité. Parmi sa correspondance, on trouve celle qu’il entretint avec saint Padre Pio, qui dira d'ailleurs de lui aux pèlerins napolitains qui venaient à San Giovanni Rotondo : « Pourquoi venez-vous ici alors que vous avez un saint chez vous, Dom Ruotolo ! ».
En 1960, il est victime d'un accident vasculaire-cérébral, qui le condamne à la paralysie. Il ne cesse pas pour autant ses activités, et continue de recevoir et d'enseigner ses « fils et filles spirituels », venant rechercher auprès de lui ses conseils et ses prières. Dom Ruotolo meurt après plusieurs années de souffrances physiques le 19 novembre 1970, considéré comme un saint par ceux qui l'avaient côtoyé.

## Œuvres en langue française
- Dom Dolindo Ruotolo, La neuvaine de l'abandon, Vannes, Le loup des steppes, 2021  (ISBN 979-1096603121)

## Béatification
La cause pour sa béatification a été ouverte et menée par l'archidiocèse de Naples. Il est ainsi considéré comme serviteur de Dieu. La procédure est encore au stade de l'enquête diocésaine, qui récolte ses écrits et les témoignages des personnes l'ayant connu.
Sa tombe, située dans l'église San Giuseppe dei Vecchi à Naples, attire encore des fidèles, qui se rappellent les paroles qu'on prête à Dom Ruotolo : « Venez sur ma tombe, et je vous répondrai ».